# Enrique Otero Suárez
Enrique Otero Suárez (La Corunya, 1972 és un cineasta, guionista i compositor gallec. És conegut per ser el director de les pel·lícules Crebinsky (2011) i Honeymoon (2023).

## Trajectòria
Es va formar com a tècnic superior en producció a l'Escola de Imaxe e Son de Vigo. Es va iniciar en el treball audiovisual als anys 1990 amb la producció de peces publicitàries i curtmetratges. A finals d'aquesta dècada, va dirigir un documental i, l'any 2000, va treballar com a assistent de vídeo en un llargmetratge, continuant dirigint curtmetratges. Un any més tard va realitzar el videoclip "Mundo Increíble" de la banda Kozmic Muffin. Des de l'any 2002 dirigeix diversos curtmetratges i treballa per a TVG i TVE en programes d'autoproducció i sèries de ficció, tant com a músic com a director. L'any 2004 va ser el responsable del disseny de so del curtmetratge d'animació Minotauromaquia.
Va ser nominat dues vegades a la categoria Premi Mestre Mateo a la millor direcció, a la 9a edició per Crebinsky, i a la 23a edició per Honeymoon.

## Filmografia
- 2002: Os Crebinsky (curtmetratge)
- 2006: Falan de nós (telefilm)
- 2011: Crebinsky[4]
- 2023: Honeymoon